# Machine Gun Preacher
Machine Gun Preacher (bra: Redenção) é um filme do gênero biográfico e dramático estadunidense de 2011, dirigido por Marc Forster e estrelado por Gerard Butler, Michelle Monaghan e Michael Shannon. Conta a história de Sam Childers, um ex-membro de gangue de motoqueiros que se tornou pregador, e seus esforços para proteger, em colaboração com o Exército Popular de Libertação do Sudão (SPLA), os meninos perdidos do Sudão das atrocidades do Exército de Resistência do Senhor (LRA) de Joseph Kony. O roteiro de Jason Keller foi adaptado do livro de Childers, Another Man's War, e do artigo de Ian Urbina da Vanity Fair, "Get Kony".
O filme estreou no Festival Internacional de Cinema de Toronto de 2011 e estreou nos Estados Unidos em 23 de setembro de 2011.

## Sinopse
O filme é uma adaptação do livro de memórias de Sam Childers, Another Man's War. Childers era um motociclista alcoólatra e viciado em drogas da Pensilvânia quando foi preso. Após sua libertação da prisão, sua esposa o convenceu a ir à igreja com ela, onde acabou se convertendo. Mais tarde, durante uma viagem a Uganda para construir casas para os refugiados, ele partiu para o norte, no Sul do Sudão, para construir um orfanato. A partir daí, passará a realizar ataques armados em cooperação com o Exército Popular de Libertação do Sudão para salvar crianças das atrocidades cometidas pelo Exército de Resistência do Senhor.

## Elenco
- Gerard Butler como Sam Childers
- Michelle Monaghan como Lynn Childers[10]
- Kathy Baker como Daisy
- Michael Shannon como Donnie
- Ryann Campos como Paige #1 (jovem)
- Madeline Carroll como Paige #2 (mais velha)
- Souléymane Sy Savané como Deng
- Grant R. Krause como Billy/Contractor
- Reavis Graham como Pastor Krause
- Peter Carey como Bill Wallace
- Steve Blackwood como Bank Manager
- Rhema Marvanne (creditado como Rhema Voraritskul) como Child Singer
- Mduduzi Mabaso como Marco
- Fana Mokoena como John Garang
- Junior Magale como William
- Jessica Joffe como Agnete Closson
- Abena Ayivor como Betty

## Recepção
John McCarthy, do Catholic News Service, considerou que Machine Gun Preacher é mais voltado para a ação do que a jornada espiritual de Childers. O site classificou o filme como "moralmente inaceitável".